# Vidua larvaticola
Vidua larvaticola (лат.) — вид птиц из семейства вдовушковых. Подвидов не выделяют. Их часто считают конспецифичными с V. wilsoni, V. nigeriae и V. camerunensis.

## Распространение
Обитают в Камеруне, Эфиопии, Гамбии, Гане, Гвинее, Нигерии, Судане и Южном Судане, а также в Гвинее-Бисау, Чаде, ЦАР, Кот-д’Ивуаре.

## Описание
Длина тела 10-11 см. Масса 12-14 г. Брачное оперение самца чёрное с синим или сине-зелёным глянцевым отливом, хвост коричневый.

## Биология
Питаются мелкими семенами трав, которые подбирают с земли. Брачный сезон на территории Нигерии длится с августа по октябрь.
МСОП присвоил виду охранный статус LC.